# Ice Challenge
Icechallenge, più comunemente conosciuta come Ice Challenge, è una gara di pattinaggio di figura sanzionata dall'Associazione di Pattinaggio di Figura Austriaca e organizzata ogni anno a Graz, in Austria. Prima del 2008 era conosciuta con il nome Leo Scheu Memorial. In alcuni anni ha fatto parte del circuito ISU Challenger Series. Comprende gare a livello senior, junior e novice nei singoli, sia maschili che femminili, nella coppia e nella danza su ghiaccio.

## Albo d'oro senior
CS: ISU Challenger Series

N.B.: i risultati precedenti al 2009 non sono stati registrati.

### Singolo maschile
| Anno    | Oro                               | Argento                           | Bronzo                            |
| 2009    | Tomáš Verner                      | Anton Kovalevski                  | Alban Préaubert                   |
| 2010    | Alexander Majorov                 | Douglas Razzano                   | Kristoffer Berntsson              |
| 2011    | Stephen Carriere                  | Misha Ge                          | Viktor Pfeifer                    |
| 2012    | Peter Liebers                     | Douglas Razzano                   | Armin Mahbanoozadeh               |
| 2013    | Denis Ten                         | Viktor Pfeifer                    | Gordei Gorshkov                   |
| 2014 CS | Douglas Razzano                   | Alexander Samarin                 | Martin Rappe                      |
| 2015 CS | Artur Dmitriev Jr.                | Jason Brown                       | Mikhail Kolyada                   |
| 2017    | Daniel Grassl                     | Javier Raya                       | Adrien Tesson                     |
| 2021 CS | Nika Egadze                       | Lucas Tsuyoshi Honda              | Ilia Malinin                      |
| 2022 CS | Liam Kapeikis                     | Andreas Nordebäck                 | Nikita Starostin                  |
| 2023    | La competizione è stata annullata | La competizione è stata annullata | La competizione è stata annullata |
| 2024    | David Sedej                       | Anton Skofics                     | Nessun altro partecipante         |

### Singolo femminile
| Anno    | Oro                               | Argento                           | Bronzo                            |
| 2009    | Kanako Murakami                   | Valentina Marchei                 | Amanda Dobbs                      |
| 2010    | Lena Marrocco                     | Natalia Popova                    | Sarah Hecken                      |
| 2011    | Caroline Zhang                    | Natalia Popova                    | Linnea Mellgren                   |
| 2012    | Jenna McCorkell                   | Isabelle Olsson                   | Monika Simančíková                |
| 2013    | Courtney Hicks                    | Miki Andō                         | Nicole Rajičová                   |
| 2014 CS | Hannah Miller                     | Isabelle Olsson                   | Ivett Tóth                        |
| 2015 CS | Mirai Nagasu                      | Maria Artemieva                   | Tyler Pierce                      |
| 2017    | Dasa Grm                          | Giada Russo                       | Natalie Klotz                     |
| 2021 CS | Wakaba Higuchi                    | Park Yeon-jeong                   | Niina Petrõkina                   |
| 2022 CS | Anna Pezzetta                     | Kaiya Ruiter                      | Kimmy Repond                      |
| 2023    | La competizione è stata annullata | La competizione è stata annullata | La competizione è stata annullata |
| 2024    | Anna Pezzetta                     | Julija Lovrencic                  | Sarah Marie Pesch                 |

### Coppie
| Anno    | Oro                                | Argento                           | Bronzo                                    |
| 2009    | Caitlin Yankowskas / John Coughlin | Chloe Katz / Joseph Lynch         | Stefania Berton / Ondřej Hotárek          |
| 2010    | Maylin Hausch / Daniel Wende       | Tiffany Vise / Don Baldwin        | Ji Hyang Ri / Won Hyok Thae               |
| 2011    | Andrea Poapst / Chris Knierim      | Mari Vartmann / Aaron Van Cleave  | Danielle Montalbano / Evgeni Krasnopolski |
| 2012    | Marissa Castelli / Simon Shnapir   | Gretchen Donlan / Andrew Speroff  | Danielle Montalbano / Evgeni Krasnopolski |
| 2013    | Gretchen Donlan / Andrew Speroff   | Maylin Wende / Daniel Wende       | Tarah Kayne / Daniel O'Shea               |
| 2014 CS | Lina Fedorova / Maxim Miroshkin    | Miriam Ziegler / Severin Kiefer   | Mari Vartmann / Aaron Van Cleave          |
| 2015 CS | Alexa Scimeca / Chris Knierim      | Mari Vartmann / Ruben Blommaert   | Nicole Della Monica / Matteo Guarise      |
| 2017    | Lena Kreitmeier / Anton Kempf      | nessun altro partecipante         | nessun altro partecipante                 |
| 2021    | Campbell Young / Lachlan Lewer     | nessun altro partecipante         | nessun altro partecipante                 |
| 2022    | Ellie Kam / Daniel O'Shea          | Nika Osipova / Dmitry Epstein     | Violetta Sierova / Ivan Khobta            |
| 2023    | La competizione è stata annullata  | La competizione è stata annullata | La competizione è stata annullata         |
| 2024    | Gabriella Izzo / Luc Maierhofer    | Nica Digerness / Mark Sadusky     | Linzy Fitzpatrick / Keyton Bearinger      |

### Danza su ghiaccio
| Anno    | Oro                                          | Argento                                      | Bronzo                              |
| 2009    | Nóra Hoffmann / Maxim Zavozin                | Lynn Kriengkrairut / Logan Giulietti-Schmitt | Christina Beier / William Beier     |
| 2010    | Louise Walden / Owen Edwards                 | Allison Reed / Otar Japaridze                | Tanja Kolbe / Stefano Caruso        |
| 2011    | Lynn Kriengkrairut / Logan Giulietti-Schmitt | Isabella Cannuscio / Ian Lorello             | Siobhan Heekin-Canedy / Dmitri Dun  |
| 2012    | Lynn Kriengkrairut / Logan Giulietti-Schmitt | Lucie Myslivečková / Neil Brown              | Ramona Elsener / Florian Roost      |
| 2013    | Anastasia Cannuscio / Colin McManus          | Laurence Fournier Beaudry / Nikolaj Sørensen | Tanja Kolbe / Stefano Caruso        |
| 2014 CS | Maia Shibutani / Alex Shibutani              | Laurence Fournier Beaudry / Nikolaj Sørensen | Barbora Silná / Juri Kurakin        |
| 2015 CS | Danielle Thomas / Daniel Eaton               | Misato Komatsubara / Andrea Fabbri           | Olesia Karmi / Max Lindholm         |
| 2017    | Cecilia Törn / Jussiville Partanen           | Lilah Fear / Lewis Gibson                    | Juulia Turkkila / Matthias Versluis |
| 2021 CS | Charlène Guignard / Marco Fabbri             | Laurence Fournier Beaudry / Nikolaj Sørensen | Olivia Smart / Adrián Díaz          |
| 2022 CS | Emily Bratti / Ian Somerville                | Natacha Lagouge / Arnaud Caffa               | Lily Hensen / Nathan Lickers        |
| 2023    | La competizione è stata annullata            | La competizione è stata annullata            | La competizione è stata annullata   |
| 2024    | Jolly Harris / Jason Chan                    | Amy Cui / Jonathan Rogers                    | Leia Dozzi / Pietro Papetti         |

## Albo d'oro junior

### Singolo maschile
| Anno | Oro                | Argento             | Bronzo             |
| 2009 | Franz Streubel     | Kamil Białas        | Timothy Leemann    |
| 2010 | Stanislav Pertsov  | Martin Rappe        | Olexander Kucher   |
| 2011 | Peter James Hallam | Kamil Dymowski      | Nicola Todeschini  |
| 2012 | Tomáš Kupka        | Alexander Bjelde    | Peter James Hallam |
| 2013 | Alexey Genya       | Tomáš Kupka         | Charles Tetar      |
| 2014 | Dmitri Aliev       | Byun Se-jong        | Anton Kempf        |
| 2015 | Petr Gumennik      | Daniel Grassl       | Catalin Dimitrescu |
| 2017 | Jonathan Hess      | Gabriele Frangipani | Nik Folini         |
| 2021 | Naoki Rossi        | Aleksa Rakic        | Alp Eren Ozkan     |
| 2022 | Hugo Bostedt       | Tobia Oellerer      | Connor Bray        |

### Singolo femminile
| Anno | Oro                      | Argento                | Bronzo                |
| 2009 | Gerli Liinamäe           | Barbora Švédová        | Anastasia Kistler     |
| 2010 | Monika Simančíková       | Isabelle Olsson        | Lara Eisenbauer       |
| 2011 | Kristina Zaseeva         | Elin Hallberg          | Gabriella Josefsson   |
| 2012 | Sabrina Schulz           | Minami Hanashiro       | Nelma Hede            |
| 2013 | Maria-Katharina Herceg   | Anna Dušková           | Yasmine Kimiko Yamada |
| 2014 | Lea Johanna Dastich      | Byun Jihyun            | Anna Dušková          |
| 2015 | Stanislava Konstantinova | Maria Perederova       | Kristina Isaev        |
| 2017 | Alessia Tornaghi         | Stefanie Pesendorfer   | Júlia Láng            |
| 2021 | Vivien Papp              | Amalia Zelenjak        | Varvara Kisel         |
| 2022 | Sarina Joos              | Polina Dzsumanyijazova | Marianne Must         |

### Coppie
| Anno | Oro                                | Argento                                  | Bronzo                         |
| 2009 | Klára Kadlecová / Petr Bidař       | Evgenia Krapivina / Konstantin Medovikov | Catherine Clement / James Hunt |
| 2010 | Rachel Epstein / Dmitry Epstein    | nessun altro partecipante                | nessun altro partecipante      |
| 2011 | Lina Fedorova / Maxim Miroshkin    | Magdalena Klatka / Radosław Chruściński  | Stina Martini / Severin Kiefer |
| 2012 | Annabelle Prölss / Ruben Blommaert | nessun altro partecipante                | nessun altro partecipante      |
| 2013 | Anna Dušková / Martin Bidař        | nessun altro partecipante                | nessun altro partecipante      |
| 2014 | Anna Dušková / Martin Bidař        | nessun altro partecipante                | nessun altro partecipante      |
| 2017 | Sara Carli / Marco Pauletti        | nessun altro partecipante                | nessun altro partecipante      |
| 2021 | Oxana Vouillamoz / Flavien Giniaux | Campbell Young / Lachlan Lewer           | nessun altro partecipante      |
| 2022 | Ashlyn Schmitz / Tristan Taylor    | Sonja Loewenherz / Robert Loewenherz     | nessun altro partecipante      |

### Danza su ghiaccio
| Anno | Oro                                  | Argento                                | Bronzo                             |
| 2009 | Stefanie Frohberg / Tim Giesen       | Maria Nosulia / Evgeni Kholoniuk       | Ramona Elsener / Florian Roost     |
| 2010 | Karolina Procházková / Michal Češka  | Lolita Yermak / Alexander Liubchenko   | Jana Čejková / Alexandr Sinicyn    |
| 2011 | Ekaterina Bugrov / Vasili Rogov      | Sophie Jones / Richard Sharpe          | Ria Schiffner / Julian Salatzki    |
| 2012 | Çağla Demirsal / Berk Akalın         | Julia Dolgikh / Alexandr Prachanov     | Alla Loboda / Pavel Drozd          |
| 2013 | Carolina Moscheni / Ádám Lukács      | Estelle Elizabeth / Romain Le Gac      | Christine Smith / Simon Eisenbauer |
| 2014 | Carolina Moscheni / Ádám Lukács      | Sara Ghislandi / Giona Ortenzi         | Eva Khachaturian / Andrei Bagin    |
| 2017 | Sasha Fear / George Waddell          | Ria Schwendinger / Valentin Wunderlich | Villö Marton / Danyil Semko        |
| 2021 | Natalie D'Alessandro / Bruce Waddell | Kateřina Mrázková / Daniel Mrázek      | Sofia Val / Nikita Vitryanyuk      |
| 2022 | Kateřina Mrázková / Daniel Mrázek    | Anna Simova / Kirill Aksenov           | Anita Straub / Andreas Straub      |

## Albo d'oro novice

### Singolo maschile
| Anno | Oro                        | Argento                   | Bronzo                    |
| 2009 | Michael Christian Martinez | Clement Ledoux            | Simon-Gabriel Ionian      |
| 2010 | Simon-Gabriel Ionian       | Marco Klepoch             | Thomas Kennes             |
| 2011 | Sondre Oddvoll Bøe         | John Hallman              | Marco Klepoch             |
| 2012 | Matej Gregorc              | Niclas Rust               | Steven Spencer Baker      |
| 2013 | Severin Reich              | Petr Kotlařík             | Matýaš Bělohradský        |
| 2014 | Radek Jakubka              | Florian Paschke           | Kai Jagoda                |
| 2015 | Gabriel Folkesson          | Maxim Knorr               | Jonathan Egyptsson        |
| 2017 | Davide Calderari           | Mozes-Jozsef Berei        | Didier Dijkstra           |
| 2021 | Daniel Ruis                | nessun altro partecipante | nessun altro partecipante |

### Singolo femminile
| Anno | Oro                | Argento             | Bronzo                    |
| 2009 | Jana Čejková       | Victoria Manni      | Agata Kryger              |
| 2010 | Alisson Perticheto | Lutricia Bock       | Kristina Yntema           |
| 2011 | Liubov Efimenko    | Elizaveta Yushenko  | Kristina Yntema           |
| 2012 | Danielle Harrison  | Sallianna Öztürk    | Nina Letenayová           |
| 2013 | Anita Östlund      | Anastasia Schneider | Michaela Lucie Hanzlíková |
| 2014 | Pauline Wanner     | Ann-Christin Marold | Noemie Carroue            |
| 2015 | Alina Urušadze     | Ann-Christin Marold | Dora Nagy                 |
| 2017 | Zoe Gal            | Regina Schermann    | Bernadett Szigeti         |
| 2021 | Elina Goidina      | Lena Ekker          | Hannah Frank              |

### Coppie
| Anno | Oro                               | Argento                           | Bronzo                                 |
| 2009 | Lina Fedorova / Maxim Miroshkin   | nessun altro partecipante         | nessun altro partecipante              |
| 2012 | Anna Dušková / Martin Bidař       | Natálie Kratěnová / Petr Kotlařík | Christina Baker / Steven Spencer Baker |
| 2013 | Natálie Kratěnová / Petr Kotlařík | nessun altro partecipante         | nessun altro partecipante              |

### Danza su ghiaccio
| Anno | Oro                                   | Argento                                | Bronzo                                  |
| 2009 | Ria Schiffner / Julian Salatzki       | Joanna Zając / Damian Binkowski        | Colette Long / Daniel Linovice          |
| 2010 | Annika Maczka / Henry Aiken           | Christine Smith / Simon Eisenbauer     | Laura Abts / Maarten Buckens            |
| 2011 | Valeria Neiman / Grigory Smirnov      | nessun altro partecipante              | nessun altro partecipante               |
| 2012 | Sofia Polishchuk / Alexander Vakhnov  | Anastasia Savitskaya / Alexey Dubrovin | Polina Velikanova / Elisey Kramar       |
| 2014 | Maria Marchenko / Egor Pozdnyakov     | Candice Girardot / Thomas De Lorenzi   | Salome Gehmlich / Samuel Joshua Steffan |
| 2017 | Emily-Lucine Phillips / Jayin Panesar | Lea Enderlein / Malte Brandt           | Klara Kazdova / Filip Strubl            |